# Ermita de l'Ascensió de Pinell
L'ermita de l'Ascensió de Pinell és una església de Pinell de Solsonès (Solsonès) inclosa a l'Inventari del Patrimoni Arquitectònic de Catalunya.

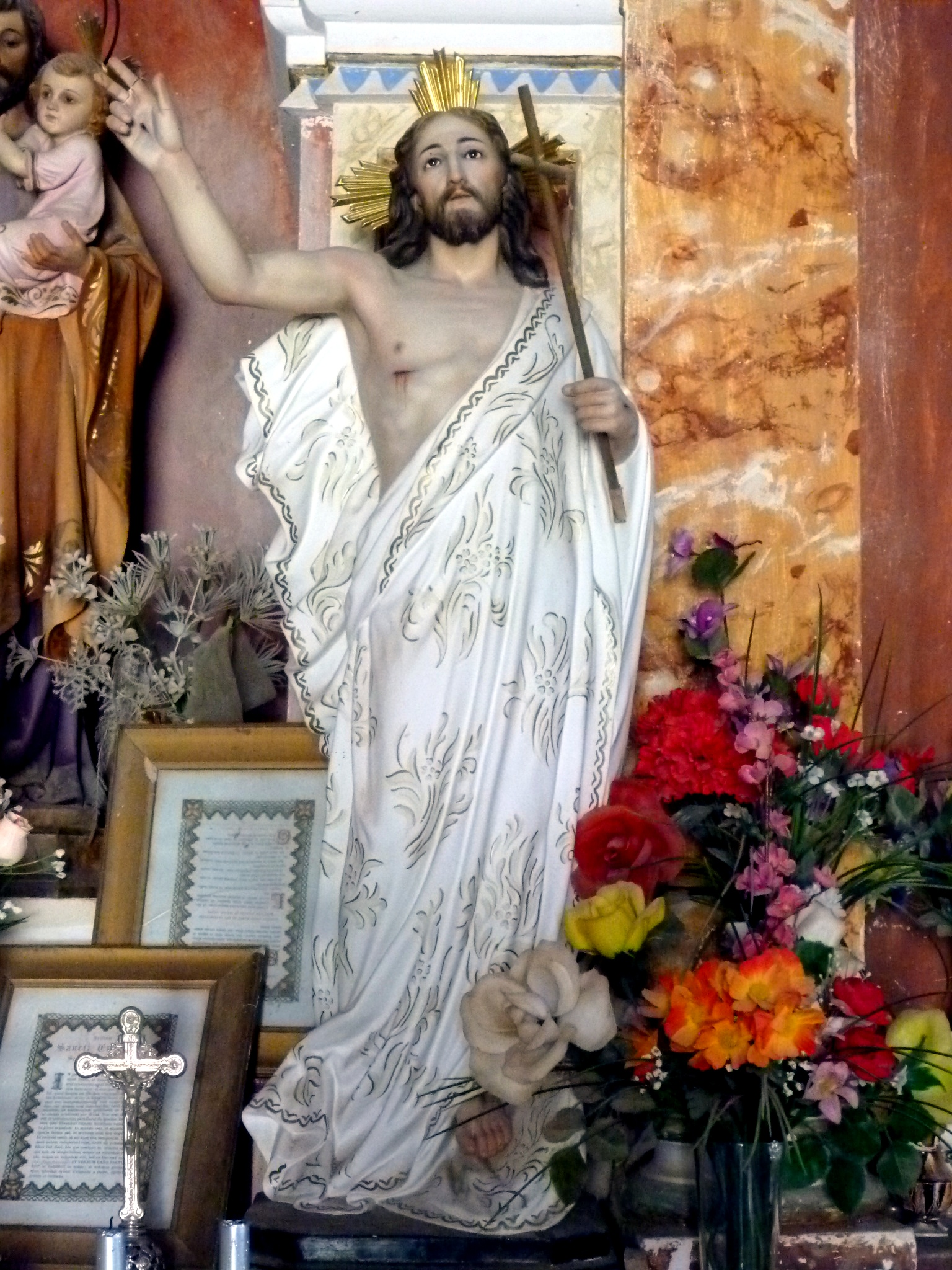
Imatge de l'Ascensió que es conserva a la masia Castellana

Es troba a la part occidental del terme municipal, a llevant del serrat de l'Ascensió. Per davant seu hi passa la carretera asfaltada C-149a (de Solsona - els Colls - Sanaüja). Hi ha 19,3 km. des de Solsona i 9,6 des de Sanaüja.
És una capella de planta rectangular amb teulada a duess vessants amb el carener perpendicular a la façana principal. L'absis és pla i té una finestra d'arc monolític. A l'interior la nau estava coberta per una volta de totxo que partia d'una cornisa llisa. Tot l'interior està enguixat.